# Macedonia ai XXIII Giochi olimpici invernali
La Macedonia ha partecipato ai XXIII Giochi olimpici invernali, che si sono svolti dal 9 al 28 febbraio 2018 a PyeongChang, in Corea del Sud, con una delegazione composta da tre atleti: il fondista Stavre Jada, che è stato anche il portabandiera, lo sciatore alpino Antonio Ristevski e la fondista Viktorija Todorovska.